# Gerald Edelman
Gerald Maurice Edelman (1. července 1929 – 17. května 2014) byl americký imunolog, neurovědec a filozof, nositel Nobelovy ceny za fyziologii a lékařství za rok 1972. Cenu za práce o struktuře protilátek spolu s ním získal Rodney Robert Porter. Edelmanova vědecká kariéra je spojena především s Rockefellerovou univerzitou.